# 二十世紀的科學成就
20世纪是变化巨大的一个世纪，20世纪的科学成就在各学科都取得了很多重大的进展和发现，对人类社会各方面产生了深刻的影响。有研究表明，人类80%的科学发现、技术发明和工程建设是20世纪的科学家和工程师们创造的。
下面列出了在本世纪的新发现和新发明，以及对20世纪的科学成就产生重大影响的人物。

## 数学
- 抽象代数的兴起
- 泛函分析的诞生
- 公理系统和数理逻辑的发展
- 拓扑学的发展以及与其他学科的交叉

## 自然科学

### 物理学
- X射线、放射性和电子的发现
- 原子可变性和同位素的发现
- 狭义相对论和广义相对论
- 量子论的建立和发展
  - 光量子假说和光的波粒二象性
  - 量子力学的建立
- 规范场论
- 核物理学和粒子物理学的产生和发展
  - 原子核组成的理论探索和中子的发现
  - 核聚变的发现和受控热核反应的探索
  - 粒子加速器的发展
- 凝聚态物理学的发展
  - 非晶态与准晶态
  - 晶体管的发明与半导体技术

### 化学
- 同位素化学
- 化合价的电子理论
- 络合物化学键理论的建立和发展
- X光散射技术的成就
- 化学反应的理论
  - 电子转移理论的建立和发展
- 分析化学
  - 光谱学分析法
  - 色谱分析法的建立和发展
- 有机化学
  - 有机合成理论的大量提出
  - 有机全合成、不对称合成

### 地球科学
- 自然地理综合体研究的兴起
- 环境科学的产生

### 天文学
- 大爆炸理论
- 暗物质
- 类星体

## 生命科学

### 生物学
- 生物化学
  - 新陈代谢途径的基本阐明
  - 生物能的探讨和ATP的发现
- 遗传学的产生和发展
  - DNA是遗传物质
  - 基因工程的出现
- 分子生物学和细胞生物学的诞生和发展
  - DNA双螺旋结构的建立
  - 蛋白质和核酸的测序和人工合成
  - 中心法则的建立和发展
  - 半乳糖操纵子理论的建立
  - 重组DNA技术的建立
  - 人类基因组计划的制定和实施
  - 糖类的细胞识别作用的发现
  - 核酸三螺旋的发现
- 神经生物学
  - 神经元理论的建立
  - 脑电活动的发现和进展

### 医学
- 免疫疗法和免疫学的发展
- 器官移植和人工器官

## 工程技术
- 真空微电子器件的兴起
- 电话、卫星通信等先进通信手段的出现
- 广播与电视
- 雷达
- 電腦的发明和发展
  - 微处理器的诞生
  - 软件工程概念的形成
  - 因特网的出现
- 自动化技术的形成和发展
- 人工智能的发展
- 激光技术
  - 激光器的诞生
  - 受激辐射概念的提出
  - 微波波谱学的创立
  - 微波激射器的问世
  - 全息照相
- 信息论、控制论和系统论的产生
- 材料科学
  - 纳米材料的合成、纳米技术的提出
  - （医用）生物材料的制造
- 新型能源的开发和利用
- 机器人
- 军事技术的发展
  - 化学武器与基因武器
  - 核武器的新发展
- 电力系统的建设
- 汽车的广泛使用
- 航空航天的兴起
  - 飞机的发明
  - 火箭、航天飞机、卫星、空间站
  - 遥感技术
- 自来水的使用
- 农业机械化
- 空调制冷技术的应用
- 高速公路
- 家用电器的出现
- 人工假肢、心脏起搏器、人工瓣膜、隐形眼镜等保健设施的出现
- 石油化工的迅速发展

## 重要的科学家
- 马克斯·普朗克
- 阿尔伯特·爱因斯坦
- 尼尔斯·玻尔
- 马克斯·玻恩
- 保罗·狄拉克
- 杨振宁
- 列夫·朗道

- 华莱士·卡罗瑟斯
- 保罗·弗洛里
- 罗伯特·伍德沃德
- 萊納斯·鮑林

- 托马斯·亨特·摩尔根
- 弗雷德里克·桑格
- 詹姆斯·沃森和弗朗西斯·克里克

- 約翰·波普